# Clotilde de Saxònia-Coburg Gotha
Maria Adelaida Amàlia Clotilde de Saxònia-Coburg i Gotha(Neuilly-sur-Seine, 8 de juliol de 1846 - Alcsútdoboz, Hongria, 3 de juny de 1927) fou arxiduquessa d'Àustria, princesa de Saxònia-Coburg Gotha i duquessa a Saxònia amb tractament d'altesa reial que contragué matrimoni en el si de la casa d'Àustria.

## Família
Nascuda a Neuilly, als voltants de París, essent filla del príncep August de Saxònia-Coburg Gotha i de la princesa Clementina d'Orleans. Clotilde era neta per via paterna del príncep Ferran de Saxònia-Coburg Gotha i de la princesa Antònia de Kohary; mentre que per via materna ho era del rei Lluís Felip I de França i de la princesa Maria Amèlia de Borbó-Dues Sicílies. El seu germà més petit fou el rei Ferran de Bulgària.

## Matrimoni i descendència
Clotilde contragué matrimoni el 12 de maig de 1864 a Coburg amb l'arxiduc Josep Carles d'Àustria, de la branca dels palatins d'Hongria de la casa d'Àustria. Josep Carles era fill de l'arxiduc Josep Antoni d'Àustria i de la duquessa Maria Dorotea de Württemberg, essent net de l'emperador Leopold II del Sacre Imperi Romanogermànic i de la infanta Maria Lluïsa d'Àustria. La parella tingué set fills:
- SAIR l'arxiduquessa Elisabet d'Àustria, nascuda i morta a Alcsút el 1865.
- SAIR l'arxiduquessa Maria Dorotea d'Àustria, nascuda a Alcsút el 1867 i morta a Alcsút el 1932. Es casà amb el príncep Felip d'Orleans.
- SAIR l'arxiduquessa Margarida d'Àustria, el 1870 a Alcsút i morta a Regensburg el 1955. Es casà amb el príncep Albert de Thurn und Taxis.
- SAIR l'arxiduc Josep August d'Àustria, nascut a Alcsút el 1872 i mort a Rain bei Straubing (Baviera) el 1962. Es casà el 1893 a Múnic amb la princesa Augusta de Baviera.
- Ladislaus Philipp Marie Vinzenz (Alcsút 16 Jul 1875-Budapest 6 Sep 1895)
- Elisabeth Henriette Klothilde Maria Viktoria (Alcsút 9 de març de 1883-Regensburg 8 de febrer de 1958)
- Klothilde Maria Amalie Philomena Raineria (Fiume 9 de maig de 1884-Alcsút 14 de desembre 1903)

## Títols i estils
- 8 de juliol de 1846 fins al 12 de maig de 1864: Sa Altesa Sereníssima princesa Clotilde de Saxònia-Coburg i Gotha, duquessa de Saxònia.
- 12 de maig de 1864 – 3 de juny de 1927: Sa Altesa Imperial i Reial Arxiduquessa i Princesa Imperial Clotilde d'Àustria, princesa reial d'Hongria i Bohèmia, princesa de Saxònia-Coburg-Gotha, duquessa de Saxònia